# Фьельдхейм, Нильс Олав
Нильс О́лав Фье́льдхейм (норв. Nils Olav Fjeldheim; 18 апреля 1977, Тюсвер) — норвежский гребец-байдарочник, выступал за сборную Норвегии в конце 1990-х — середине 2000-х годов. Бронзовый призёр летних Олимпийских игр в Афинах, чемпион мира, трёхкратный чемпион Европы, победитель многих регат национального и международного значения.

## Биография
Нильс Олав Фьельдхейм родился 18 апреля 1977 года в коммуне Тюсвер губернии Ругаланн. Активно заниматься греблей начал с раннего детства, проходил подготовку в местном одноимённом каноэ-клубе «Тюсвер».
Первого серьёзного успеха на взрослом международном уровне добился в 1998 году, когда попал в основной состав норвежской национальной сборной и побывал на чемпионате мира в венгерском Сегеде, откуда привёз награду бронзового достоинства, выигранную в зачёте четырёхместных байдарок на дистанции 200 метров. Год спустя выступил на чемпионате Европы в Загребе, где стал серебряным призёром в двойках на двухстах метрах. В 2000 году в километровой программе байдарок-двоек одержал победу на европейском первенстве в польской Познани и благодаря череде удачных выступлений удостоился права защищать честь страны на летних Олимпийских играх в Сиднее. На Олимпиаде вместе с напарником Эйриком Веросом Ларсеном дошёл до стадии полуфиналов на пятистах метрах и показал девятый результат в решающем заезде на тысяче метрах.
В 2001 году Фьельдхейм завоевал золотые медали на чемпионате Европы в Милане и на чемпионате мира в Познани — обе в километровых гонках двухместных экипажей. В следующем сезоне в той же дисциплине стал бронзовым призёром на европейском первенстве в Сегеде и серебряным призёром на мировом первенстве в Севилье. На первенстве континента 2004 года вновь одержал победу в двойках на тысяче метрах, став таким образом трёхкратным чемпионом Европы по гребле на байдарках и каноэ. Будучи одним из лидеров гребной команды Норвегии, благополучно прошёл квалификацию на Олимпийские игры в Афинах — в паре с тем же Ларсеном на сей раз удостоился на километре бронзовой награды — на финише его опередили только команды из Швеции и Италии. Вскоре по окончании этих соревнований принял решение завершить карьеру профессионального спортсмена, уступив место в сборной молодым норвежским гребцам.
Помимо участия в регатах по спринтерской гребле, Нильс Олав Фьельдхейм также регулярно принимал участие в марафонских гребных соревнованиях. В частности, он является двукратным чемпионом мира по марафонской гребле в двухместных байдарках (2001, 2002).